# Borovice pavejmutka
Borovice pavejmutka (Pinus pseudostrobus) je středoamerická pětijehličná borovice, velmi proměnlivá ve stavbě těla.

## Původ názvu stromu
Ve starořečtině Pseudḗs znamená falešný, lživý, klamný, nepravdivý, nesprávný a podobně, proto vědecké jméno Pinus pseudostrobus znamená doslovně: Nepravá borovice vejmutovka (Pinus strobus). Tyto dva stromy ovšem spolu nesdílejí žádné společné znaky, až na společný rod - borovice.

## Synonyma
Synonyma pro Pinus pseudostrobus varieta pseudostrobus forma pseudostrobus:
- Pinus angulata
- Pinus angulata varieta protuberans
- Pinus apulcensis
- Pinus briskliana
- Pinus coatepecensis
- Pinus estevezii
- Pinus heteromorpha
- Pinus nubicola
- Pinus oaxacana
- Pinus oaxacana varieta diversiformis
- Pinus orizabae
- Pinus prasina
- Pinus protuberans
- Pinus protuberans varieta angulata
- Pinus pseudostrobus forma megacarpa
- Pinus pseudostrobus poddruh apulcensis
- Pinus pseudostrobus varieta apulcensis
- Pinus pseudostrobus varieta coatepecensis
- Pinus pseudostrobus varieta estvezii
- Pinus pseudostrobus varieta laubenfelsii
- Pinus pseudostrobus varieta oaxacana
- Pinus regeliana
- Pinus yecorensis
- Pinus yecorensis varieta sinaloensis.

## Popis
Stálezelený, jehličnatý, ve své domovině rychle rostoucí, strom, dorůstající do výšky 50 m. Kmen je kulatý a přímý a dosahuje průměru 1,5 m. Větve prvního řádu (hlavní větve) jsou dlouhé, stoupající, rozložité a obvykle v přeslenech, větve vyšších řádů (vedlejší větve) jsou stoupající nebo klesající, štíhlé a rozložité. Koruna je u mladých stromů otevřená a pyramidální, u starších stromů je kulatá nebo se zploštělým vrcholem. Borka je u mladých stromů hladká a červenošedohnědá, později tmavnoucí, silná a šupinovitá, s protáhlými pláty a hlubokými, podélnými prasklinami. Letorosty jsou štíhlé, hladké, stříbrnomodrošedozelené nebo bělavé, s krátkými a dolů směřujícími kolénky listové stopky (Pulvinus). Šupiny (Kataphylla) jsou 10–15 mm dlouhé, brzy se zakřivují, s řasinkovitými okraji, červenohnědé, odpadávající téměř hned za svazečky. Pupeny jsou 12–20 mm dlouhé, bez pryskyřice.
Jehlice jsou zelenomodrostříbrnošedé barvy, vyskytují se v chomáčích na koncích vzhůru směřujících větví; jsou tenké, rozprostřené nebo se sklánějící, rovné, pružné, s nepatrně vroubkovanými okraji. Rostou ve svazečcích (Fasciculus) po 5 (vzácně též po 4 a 6 a 8); jsou 18–40 cm dlouhé a 0,8-1,3 mm široké; s průduchy (Stomata) na všech 3 površích, na vnějších površích jsou ve 2-7 řadách a na vnitřních površích ve 2-5 řadách; se 2-6 pryskyřičnými kanálky v rozích a okolo dvojvláknité středové žíly. Svazečkové pochvy jsou červenohnědé, dozráváním šedohnědé, 15–35 mm dlouhé, neopadavé; jehlice zůstávají na stromě 2-3 roky.
Samčí šištice se vyskytují v hojném počtu ve shlucích blízko bazálních konců nových letorostů, jsou vejčitě podlouhlé až válcovité, nejprve žluté a později hnědé, 20–35 mm dlouhé a 5–7 mm široké. Samičí šištice - šišky se vyskytují blízko konců větví; jsou umístěny na krátkých a silných, 1–2 cm dlouhých, stopkách, které zůstávají po opadu šišek s několika šiškovými šupinami na větvi. Šišky rostou většinou po jedné, někdy po dvou, a vzácně také v přeslenech po 3-4. Nezralé šišky jsou zelené, vejčité, 20 mm dlouhé a 12 mm široké, s malými, rozprostřenými trny a dozrávají 2 roky; zralé šišky jsou žlutohnědočervené, vejčitě podlouhlé, nesymetrické, u základny zakřivené, v otevřeném stavu podlouhle vejčité až široce vejčité, v otevřeném stavu jsou 7–16 cm dlouhé a 6–13 cm široké. Šupin šišek je 100-200; šupiny se oddělují, aby uvolnily semena, s výjimkou neplodných proximálních šupin; šupiny jsou tlusté, dřevnaté, podlouhlé, rovné nebo mírně zakřivené, červenohnědopurpurové. Štítky (Apophysis) jsou extrémně proměnlivé, od téměř plochých až po prodloužené, více na jedné straně šišky a blízko její základně, s příčným kýlem, zužující se do tupého nebo špičatého přírůstku prvního roku, kosočtverečné nebo pětiúhelníkové, s hranatým horním okrajem, nepravidelně zvlněné nebo zakulacené, v barvě zahrnující různé odstíny hnědi. Přírůstek prvního roku (Umbo) je hřbetní, proměnlivý, tupý až vyčnívající, 3–15 mm dlouhý, 5–10 mm široký u základny, bez trnu či s opadavým trnem, většinou tmavší než štítky. Semena jsou šikmo vejčitá, mírně zploštělá, 5–7 mm dlouhá a 3-4,5 mm široká; žlutooranžová až šedohnědá, s nebo bez tmavších míst. Křídla semen jsou členitá, účinná, přichycená k semenům dvěma drápy, tence pokrývající část jedné strany semene, šikmo vejčitá, s rovnou částí, 20–25 mm dlouhá a 7–10 mm široká, žlutohnědá, průsvitná, s tmavšími okrajovými částmi. Semenáče mají hypokotyl (Hypocotylus) dlouhý 31,8 mm, Děložních lístků (Cotyledon) mají 7-13 . Strom kvete únor-duben, v závislosti na místě a na nadmořské výšce.

## Příbuznost
Pinus pseudostrobus je blízce příbuzná s borovicí Pinus montezumae, se kterou se v přírodě kříží, čímž vznikají nové druhy borovic a zároveň neexistuje typový (vzorový, modelový) exemplář, ani neexistují příliš podrobné morfologické popisy tohoto typového exempláře a všech jeho variet či poddruhů, podle kterých by bylo možné druh vymezit. Taxonomie Pinus pseudostrobus je proto velmi sporná, postrádá spolehlivý předmětný základ a existuje velký počet různých názorů.
Pinus pseudostrobus se vyskytuje ve 2 či 3 varietách (existují různé názory):
- Pinus pseudostrobus varieta pseudostrobus forma pseudostrobus (popisována v tomto článku)
- Pinus pseudostrobus varieta pseudostrobus forma protuberans
- (Pinus pseudostrobus varieta apulcensis), tato varieta je natolik odlišná, že ji mnoho botaniků považuje za samostatný druh: Pinus apulcensis (synonymum je Pinus oaxacana).

## Výskyt
Domovinou stromu je: Střední Amerika: státy Guatemala, Honduras, Salvador a (Severní Amerika): Mexiko.

## Ekologie
Pinus pseudostrobus je horská až vysokohorská borovice, roste ve velmi širokém rozsahu nadmořských výšek: 850–3250 m a v klimatických podmínkách od mírně chladných až po mírně teplé. Ročních srážkové úhrny jsou od minimálních 800 mm ročně až po více než 2000 mm ročně v Guatemale a v Hondurasu. Strom je mrazuvzdorný do –6 °C. Půdy jsou hluboké, sopečného původu.
Pinus pseudostrobus roste v monokulturních porostech, nebo roste dohromady s ostatními druhy borovic: Pinus montezumae, borovicí Douglasovou, Pinus devoniana, Pinus maximinoi, Pinus leiophylla, Pinus ayacahuite, Pinus patula, Pinus cembroides, Pinus hartwegii, Pinus pringlei, a jinými rostlinami, například jedlí Abies religiosa, rostlinami z rodu trávovník Dasylirion, z rodu komule Buddleja, z rodu dub Quercus, z rodu planika Arbutus, z rodu jalovec Juniperus, v Mexiku z rodu agáve Agave a rodu opuncie Opuntia a rodu ambroň Liquidambar, a dalšími. V prostředí s častými požáry mohou semenáče tohoto stromu procházet „trávovou etapou“ (jedná se o zpožděný růst stromu, doprovázený tvorbou hustých jehlic, chránících pupeny před ohněm; zpožděný růst trvá několik let, je následovaný rychlým růstem, při příznivých podmínkách životního prostředí). Pinus pseudostrobus varieta pseudostrobus forma pseudostrobus je nejvíce rozšířenou varietou v celé oblasti výskytu tohoto druhu borovice, zbývající dvě variety se s ní často vyskytují sympatricky.

## Nepřátelé a nemoci
Strom je někdy také napadán celou řadou parazitických rostlin z čeledi santálovitých Santalaceae, z rodu Arceuthobium - Arceuthobium vaginatum poddruh vaginatum, vůči které byl dříve strom mylně považován za imunní; a dále
Arceuthobium aureum poddruh aureum (v Guatemale), Arceuthobium aureum poddruh petersonii (v Oaxace a Chiapasu),  Arceuthobium durangense (v Jaliscu), Arceuthobium globosum poddruh grandicaule (v jižním Mexiku a Guatemale), Arceuthobium oaxacanum (vzácně v Oaxace).
Mladé stromy a semena jsou náchylné k napadení houbou Sphaeropsis sapinea.
Naopak je snášenlivý k houbě srpovničce Fusarium circinatum (způsobuje Fusariové vadnutí).
Semena stromu požírá vroubenka americká (Leptoglossus occidentalis), brouk Conophthorus ponderosae podvrtává a vyžírá šišky, ploštice Tetyra bipunctata se živí semeny stromu. Bejlomorka Cecidomyia bisetosa útočí na šišky a pak je požírá. Semeny stromu se též živí larvy obaleče Cydia montezuma a krásenky Megastigmus albifrons.

## Využití člověkem
Světle žluté, lehké, odolné a málo pryskyřičnaté dřevo, s malým množstvím suků, je jedno z nejvíce používaných dřev v Guatemale, v Hondurasu a v Mexiku. Je používáno na lehké konstrukce, v tesařství a truhlářství, na dýhy, na obklady zdí, na krabice, na přepravky, na zápalky, jako palivové dříví a na dřevovinu. V Mexiku se také ze stromu získává pryskyřice. Strom je značně vysazován v lesnictví v Africe a méně také v Indii. V hortikuluře je vzácný a použitelný jen v oblastech s mírným klimatem.

## Ohrožení
Strom je místně hojný, není ohrožen, jeho populace je stabilní. Některé místní lesy byly vytěženy přílišnou těžbou dřeva a byla vykácena nejlepší krajová stanoviště, z těchto důvodu je potřeba sledovat míru těžby. Strom se vyskytuje v mnoha chráněných oblastech v Guatemale, v Hondurasu a v Mexiku.

## Galerie

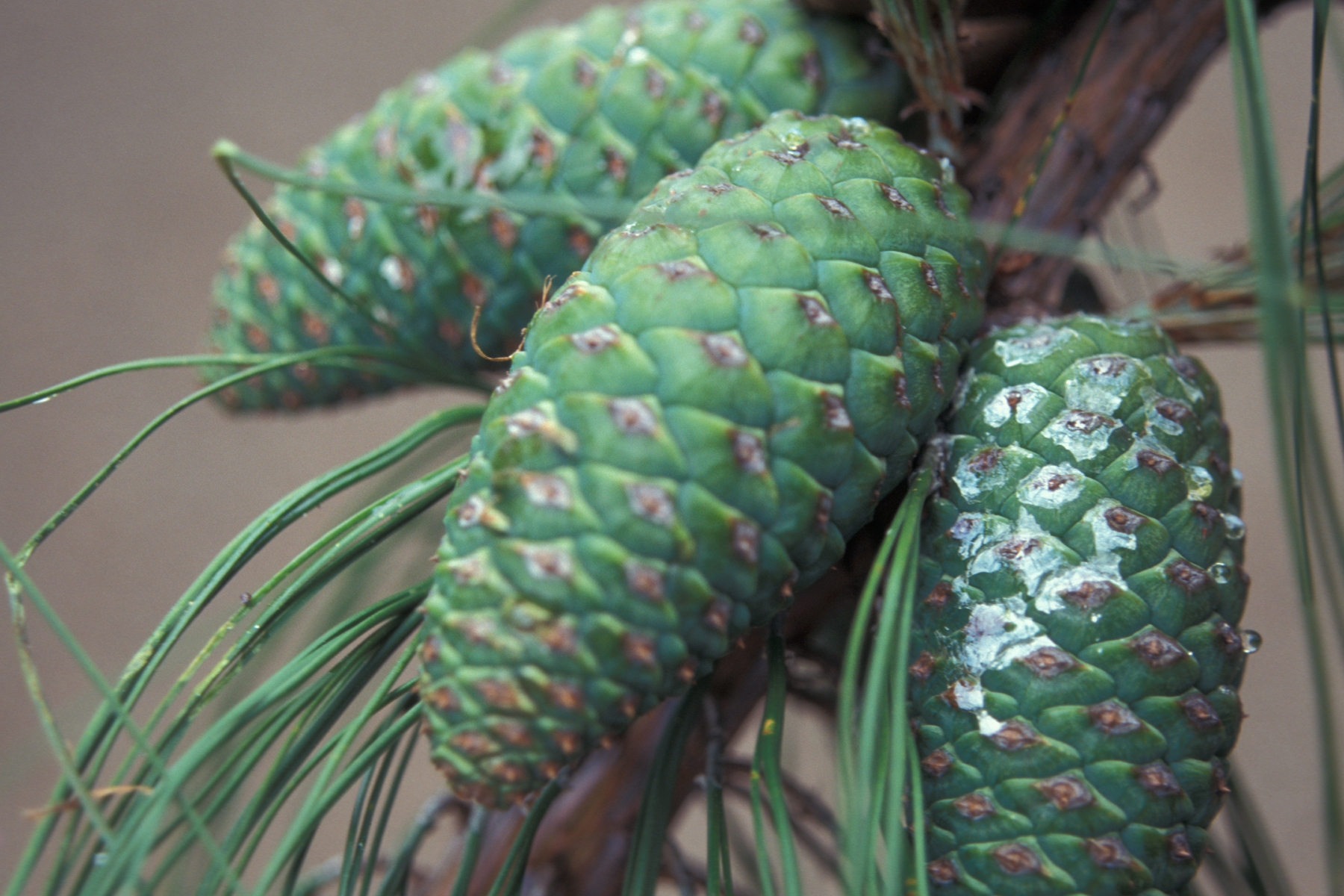
Samičí šištice - šišky v národním parku Haleakalā National Park, ostrov Maui, stát Havaj, USA
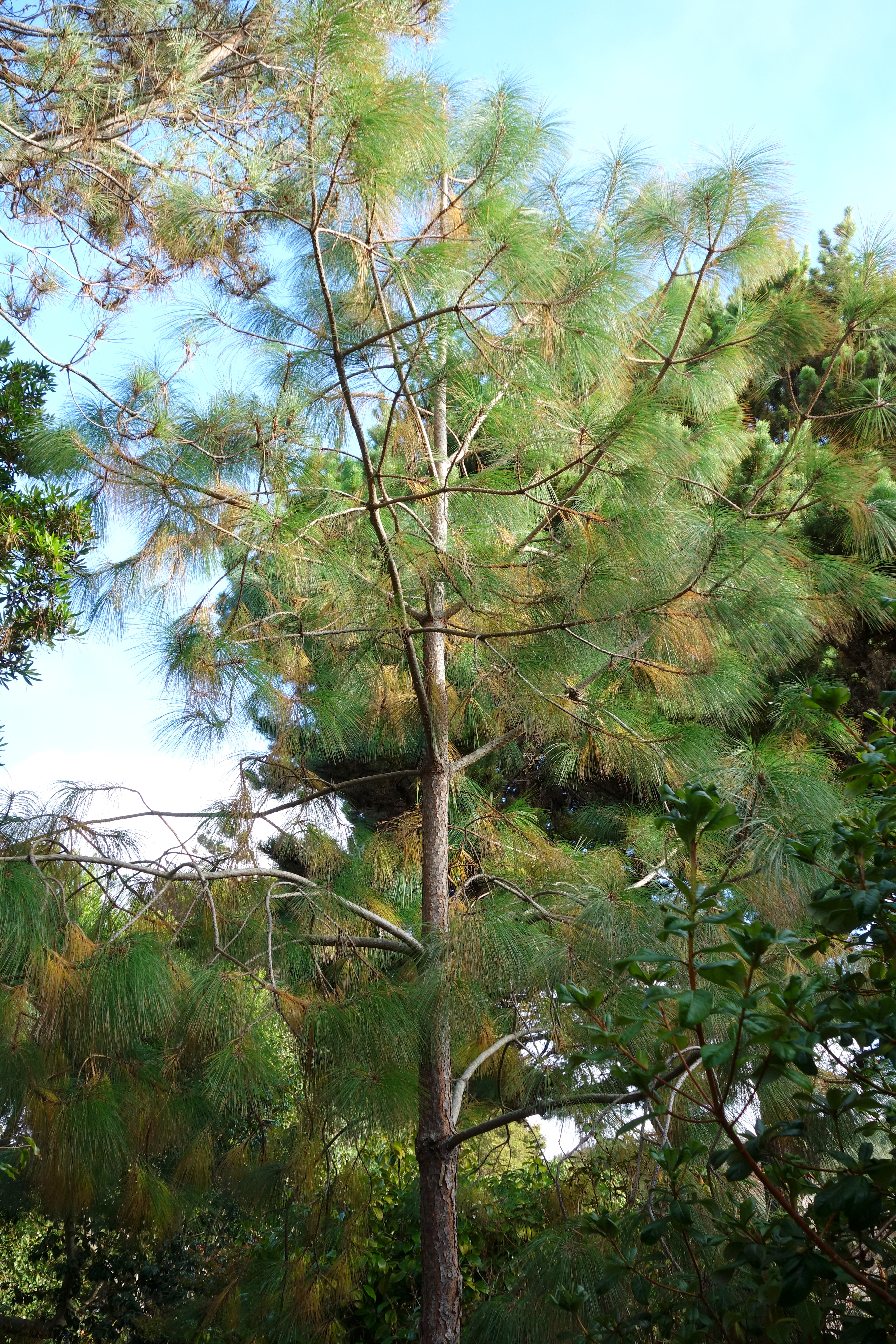
Pinus pseudostrobus varieta apulcensis: velmi odlišná varieta, mnohými botaniky považována za samostatný druh Pinus apulcensis, v botanické zahradě Mendocino Coast Botanical Gardens, Kalifornie, USA